# 利安德·帕斯

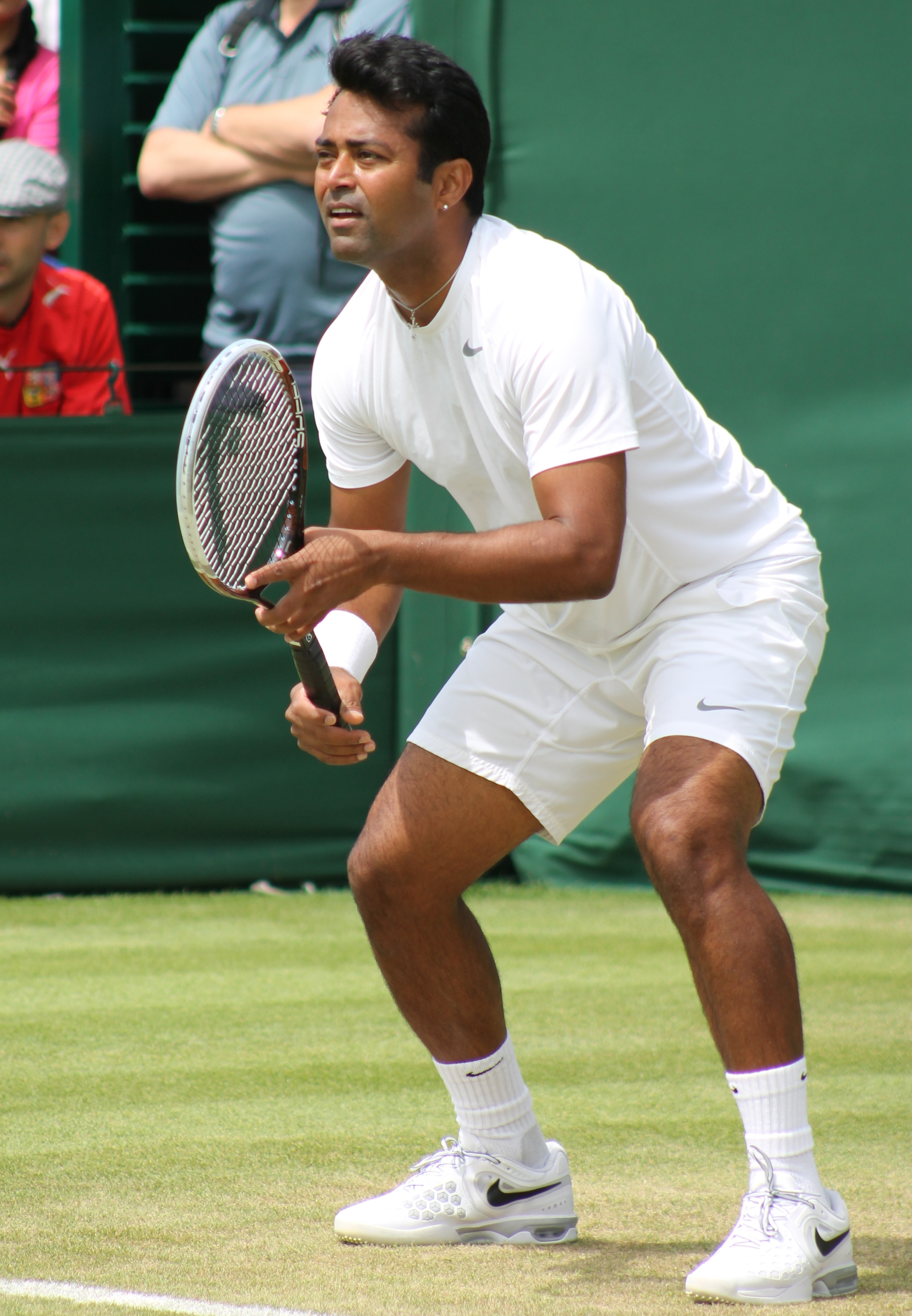
利安德·帕斯

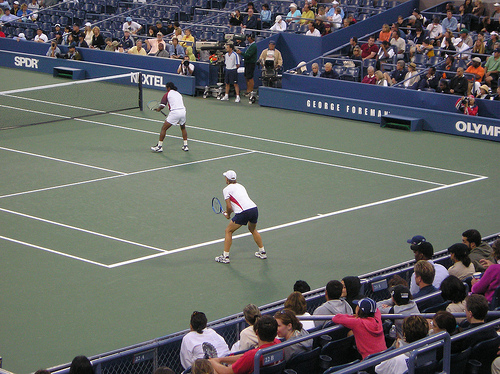
利安德·帕斯

利安德·阿德里安·帕斯（英語：Leander Adrian Paes，1973年6月17日—）是印度已退役前职业网球运动员，2012年達成網球生涯大滿貫，在2024年成為首位入選国际网球名人堂的亞洲男子運動員。
帕斯生涯共获得8座大滿貫男子雙打冠軍，包括1座澳網、3座法網、1座溫網和3座美網；另在混合雙打項目贏得10座大滿貫金盃，包括3座澳網、1座法網、4座溫網和2座美網。